# Яблочкин, Владимир Александрович
Владимир Александрович Яблочкин (3 апреля 1864 — 3 мая 1931) — русский военачальник, генерал-лейтенант. Участник похода в Китай 1900—1901 годов, русско-японской войны 1904—1905 годов, Первой мировой войны.

## Биография
Родился в дворянской семье. Общее образование получил в Александровском кадетском корпусе (1882).
Вступил в службу 30 августа 1882 года юнкером в 3-е военное Александровское училище. По окончании училища 14 августа 1884 года по 1-му разряду, выпущен подпоручиком во 2-й пехотный Софийский полк.
В кампанию 1904—1905 гг. находился в составе 1-й Маньчжурской армии. 18 апреля 1904 года во время боя с японцами под Тюренченом был ранен в левое предплечье близ костевого сустава, остался в строю.
Высочайшим приказом от 13 февраля 1905 года награждён орденом Св. Георгия 4-й ст.
за то, что в бою 17 августа 1904 г. под Ляояном, командуя 11-м Восточно-Сибирским стрелковым полком, выказал беспримерное мужество и стойкость, отразив четыре стремительных атаки во много раз превосходного противника. Будучи обстреливаем сильным орудийным и ружейным огнём в продолжнение 14 часов, не только удержал за собой важнейший пункт позиции, но и заставил отступить противника.«Разведчик». — 11 февраля 1914 года. — № 1215.
С 10 июля 1908 года — командир лейб-гвардии Егерского полка. 14 декабря 1913 года назначен начальником 3-й Туркестанской стрелковой бригады. Начальник 2-й стрелковой бригады (30.08.1914—17.02.1915). Командующий 32-й пехотной дивизией (17.02—10.03.1915), с 10 марта 1915 — начальник этой же дивизии. Командир 5-го Кавказского армейского корпуса 2.04.1916 — 15.04.1917 и июль — 7.10.1917.
После Октябрьской революции остался СССР, проживал в Ленинграде. Проходил по делу «Весна», расстрелян.

## Чины
- поручик (14.08.1888)
- штабс-капитан (21.04.1891)
- капитан (28.03.1893)
- подполковник (24.03.1896)[2]
- полковник за боевые отличия (4.07.1904)[3]
- генерал-майор (6.12.1908)
- Свиты Е.И.В. генерал-майор (1911)
- генерал-лейтенант (10.03.1915, со старшинством от 6.12.1912).

## Награды
- Орден Св. Станислава 3-й ст. (1894)[4]
- Орден Св. Анны 3-й ст. с мечами и бантом (1901)
- Орден Св. Станислава 2-й ст. с мечами (1901)
- Орден Св. Анны 2-й ст. с мечами (1903)
- Орден Св. Владимира 4-й ст. с мечами и бантом (1904)
- Орден Св. Георгия 4-й ст. (ВП 13.02.1905)
- Золотое оружие «За храбрость» (ВП 30.07.1905)
- Орден Св. Владимира 3-й ст. с мечами (1908)
- Орден Св. Станислава 1-й ст. (ВП 6.04.1914)
- Орден Св. Анны 1-й ст. с мечами (ВП 19.02.1915)
- Орден Св. Владимира 2-й ст. с мечам (ВП 11.08.1915)
- Орден Белого Орла с мечами (6.12.1915).